# Alternatieve hiphop
Alternatieve hiphop is een subgenre van de  hiphop waarmee een variëteit aan hiphop en rap genres bedoeld wordt. Deze groepen zijn niet conform aan het traditionele stereotype van de hiphop en rap zoals gangsta, bass en hardcore rap.  Ze worden daarentegen beïnvloed door funk en rock, maar ook jazz, soul, reggae en zelfs  folk.

## Artiesten
- A Tribe Called Quest
- Beastie Boys
- Bloodhound Gang
- B.o.B
- Chiddy Bang
- Common
- Cypress Hill
- Das Racist
- De La Soul
- Deltron 3030
- Dilated Peoples
- Flipsyde
- Flobots
- Fort Minor
- Fugees
- Gang Starr
- Gnarls Barkley
- Gym Class Heroes
- Immortal Technique
- Jurassic 5
- Kanye West
- Kid Cudi
- Lupe Fiasco
- Mos Def
- Nas
- N.E.R.D
- OutKast
- Run-D.M.C.
- Talib Kweli
- Tech N9ne
- The Black Eyed Peas
- The Pharcyde
- The Roots
- The Streets
- Twenty One Pilots
- Tyler, The Creator
- Wale
- Yung Lean

## Alternatieve nederhop
In Nederland zijn verschillende artiesten geïnspireerd door de stroming. Rapper Extince was een van de eerste rapper in Nederland, waarna onder andere artiesten als Opgezwolle (Sticky Steez, Phreako Rico & Dippy Delic), Typhoon, Jiggy Djé en Fresku groot werden binnen dit genre.
Rappers
- Blaxtar
- Brainpower
- Diggy Dex
- Duvel
- Extince
- Fresku
- Gikkels
- Jawat!
- Jiggy Djé
- Klopdokter

- Mr. Probz
- Phreako Rico
- Raymzter
- Sticky Steez
- Bolle Tim
- Typhoon
- U-Niq
- Willy
- Winne

Rapgroepen
- Boef en de Gelogeerde Aap
- Cartes & Kleine Jay
- DAC
- DuvelDuvel
- Fakkelbrigade
- Great Minds
- Opgezwolle
- Opgeduveld
- Spookrijders
- VSOP
- Zo Moeilijk

Producers/dj's
- Dippy Delic
- Duvel
- FS Green
- Hayzee
- Kubus
- Reverse